# Raoul Lambert
Raoul Lambert (ur. 20 października 1944) – belgijski piłkarz, napastnik. Długoletni zawodnik Club Brugge.
Club Brugge był jedynym klubem w jego dorosłej karierze. W pierwszym zespole debiutował w 1962 i w lidze grał do 1980. We wszystkich rozgrywkach łącznie rozegrał 458 spotkań i zdobył 270 bramek. Zostawał mistrzem kraju, w 1972 był królem strzelców ekstraklasy.
W reprezentacji Belgii wystąpił 33 razy i strzelił 18 bramek. Debiutował w 1966, ostatni raz zagrał w 1977. Grał na mistrzostwach świata w 1970 (2 spotkania, 2 bramki). Dwa lata później znajdował się wśród brązowych medalistów ME 72.